# Teoría de la imputación (economía)
La teoría de la imputación se basa en la llamada teoría de los factores de producción propuesta por el economista francés Jean-Baptiste Say y elaborada por el economista estadounidense John Bates Clark en su obra The Distribution of Wealth (1899; traducción rusa, 1934). Los defensores de la teoría de la imputación consideran que su principal tarea es dilucidar qué partes de la riqueza pueden atribuirse (imputarse) al trabajo y al capital, respectivamente.

## Principios
En economía, la teoría de la imputación, expuesta por primera vez por Carl Menger, sostiene que los precios de los factores están determinados por los precios de producción (es decir, el valor de los factores de producción es la contribución individual de cada uno en el producto final, pero su valor es el valor del último contribuido al producto final (la utilidad marginal antes de alcanzar el punto óptimo de Pareto). Así, Friedrich von Wieser identificó un defecto en la teoría de la imputación expuesta por su maestro, Carl Menger: la sobrevaloración puede ocurrir si uno se enfrenta a economías donde los beneficios saltan (máximos y mínimos en su función de utilidad, donde su primera derivada es igual a 0). Wieser sugirió así como alternativa la solución simultánea de un sistema de ecuaciones industriales:
- Industria 1: X + Y = 300
- Industria 2: 6X + Z = 900
- Industria 3: 4Y + 3Z = 1700 ⇒ X = 100, Y = 200, Z = 300.

Dado que un factor se utiliza en la producción de una gama de bienes de primer orden, su valor está determinado por el bien que vale menos entre todos los bienes de la gama. Este valor se determina en el margen, la utilidad marginal de la última unidad del bien menos valioso producido por el factor. En relación con su costo de oportunidad, el valor así derivado representa un costo de oportunidad en todas las industrias, y los valores de los factores de producción y bienes se determinan en todo el sistema. Por tanto, la oferta y la demanda no se convierten en determinantes del valor; el determinante del valor es la utilidad marginal.
Eso es lo opuesto a la teoría del valor-trabajo, sostenida por economistas clásicos como Adam Smith y David Ricardo.
La teoría de la imputación era importante porque abordaba la cuestión del valor económico. Economistas marginalistas como Menger y Frank Fetter de la Escuela Austriaca sostenían que el valor no estaba compuesto por los factores que componían un bien; en cambio, se componía del uso más valioso que se le podía dar a la última unidad del bien, la utilidad marginal del bien terminado.
Si bien era fácil sostener que este era el valor de los bienes consumidos por el usuario final (bienes de orden inferior), era más difícil defender este caso para los bienes de orden superior que no tenían un usuario final y simplemente se dedicaban a la fabricación de bienes de orden inferior. En efecto, los bienes de orden superior tienen usuarios finales, los fabricantes de bienes de orden inferior. Eran esas personas cuya utilidad marginal decidía los precios de los factores, y sus productos se valoraban en función de su utilidad marginal para los usuarios finales. Por tanto, los factores de producción eran tan sensibles a la utilidad marginal como los propios bienes de consumo.